# Arctosa lutetiana
Arctosa lutetiana là một loài nhện trong họ Lycosidae.
Loài này thuộc chi Arctosa. De spin được Eugène Simon miêu tả năm 1876.

## Hình ảnh

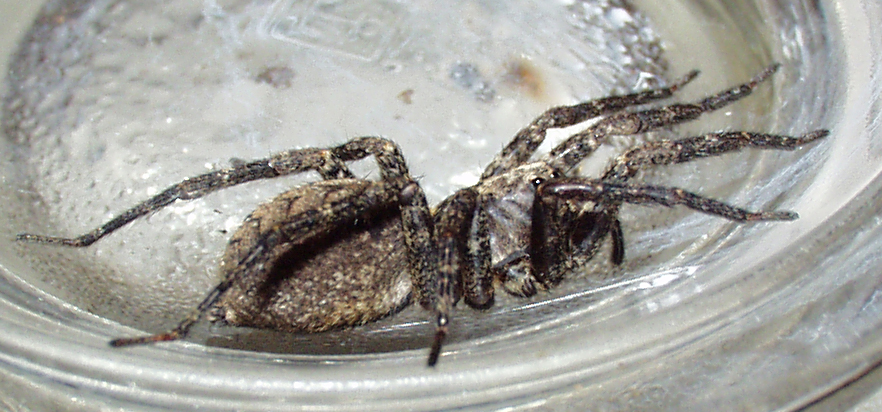
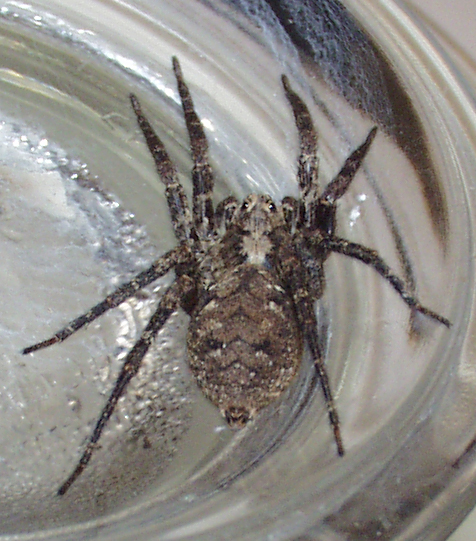
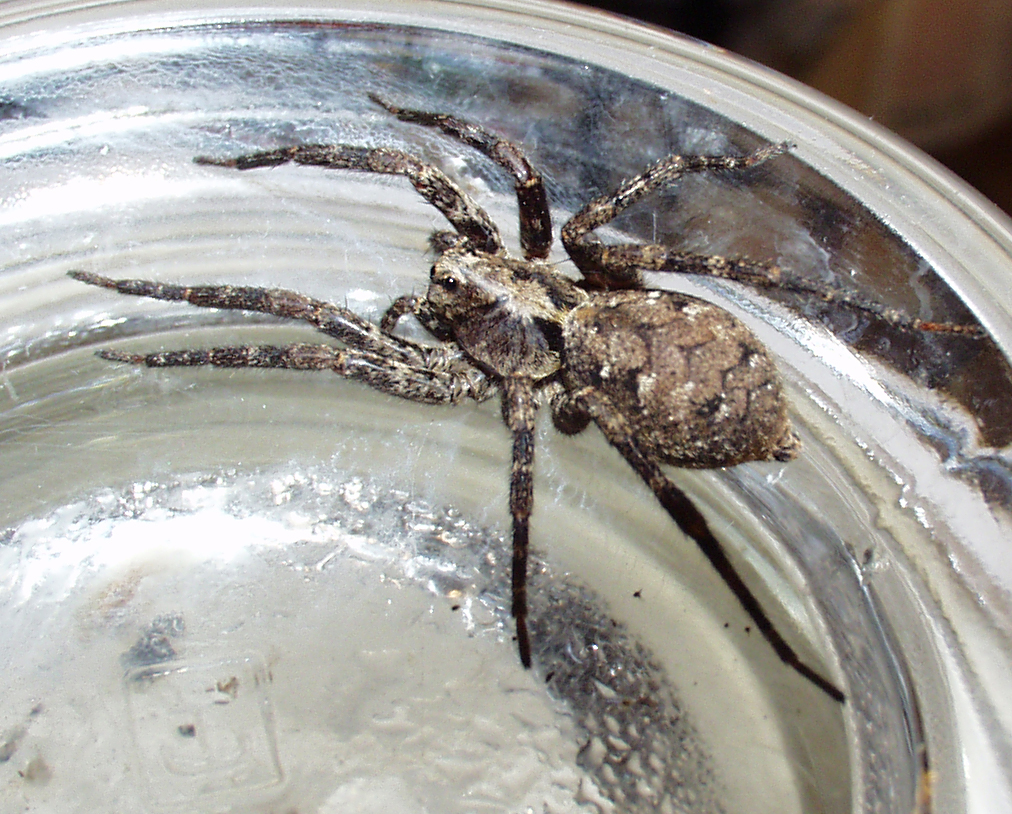
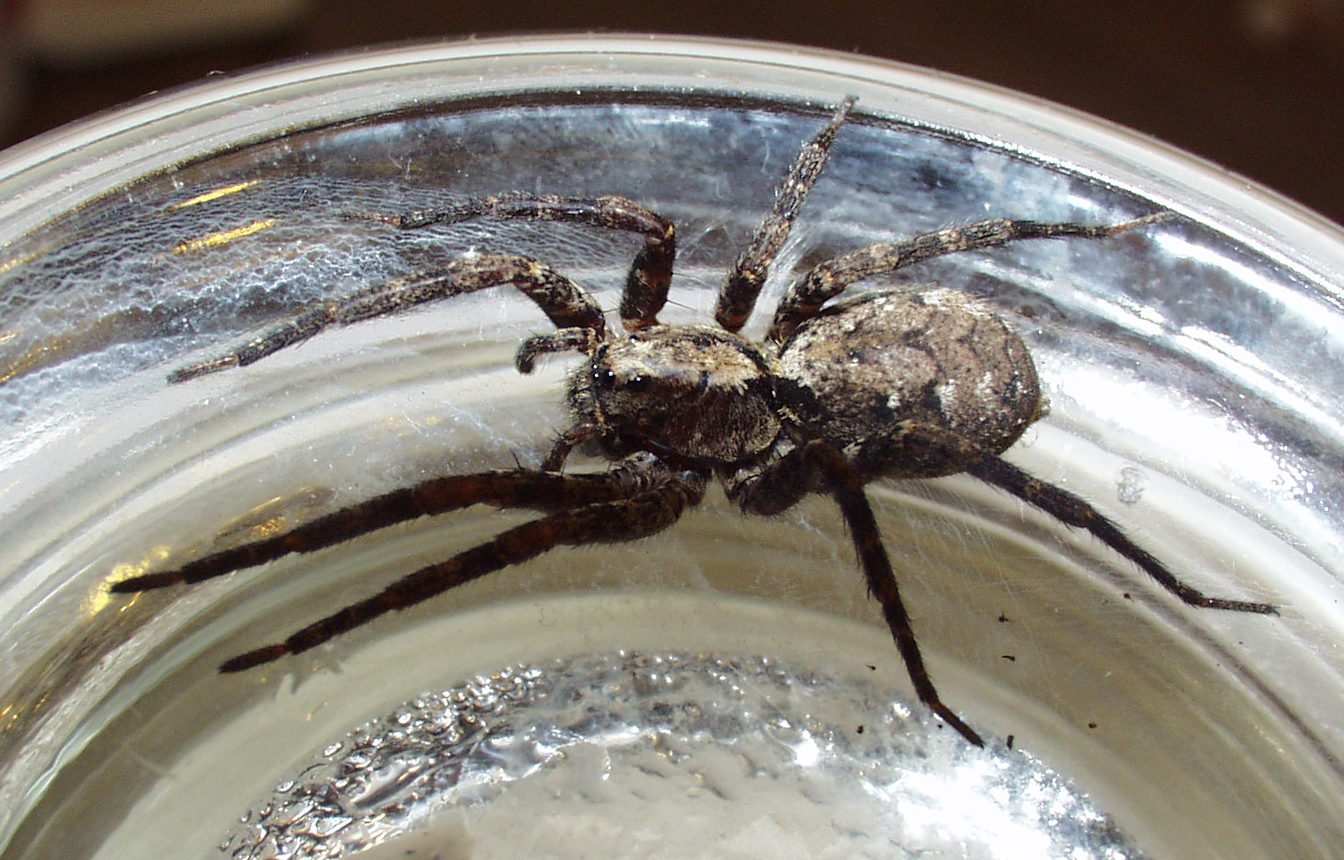